# Boerenpsalm
Boerenpsalm is een boek van Felix Timmermans, geschreven in 1935. Het is vertaald in verschillende talen, waaronder het Duits, het Frans, het Deens, het Tsjechisch en het Litouws.
Mede dankzij de Belgische schrijver Bart Van Loo werd het werk in een vernieuwde versie uitgebracht. Hij schreef het voorwoord van deze vernieuwde versie en vat het boek als volgt samen: ‘Voel u gezegend, want in uw handen ligt een roman uit 1935 die jarenlang niet verkrijgbaar was, maar die tot de mooiste van de Nederlandse letteren behoort. Timmermans’ taal ademt grond, lucht en licht, en zijn zintuiglijke verrassingsmetaforen zijn minielektroshocks die de lezer bij de les houden. Ze zorgen voor een lach, verwondering, een kleine duizeling. En soms zijn ze zo mooi dat ik er een spel van maak ze in mijn gesprekken binnen te smokkelen. […] Het vitalisme van Boerenpsalm komt aanwaaien uit een onaangetast, verdwenen Vlaanderen. Mede daarom verschijnen Timmermans’ zinnen vandaag als een medicijn dat ons beetje bij beetje – consequent innemen tot de roman uit is – laat afkicken van het jachtige leven dat het onze is. Genereus schenkt het ons wat broodnodige aarding.’
De Vlaamse regisseur Roland Verhavert verfilmde het boek in 1989.